# SBD
SBD is een historisch Duits merk van motorfietsen.
De bedrijfsnaam was: Münchner Motorfahrzeuge KG, München. 
Het was een Duits merk dat motorfietsen met een 298 cc Bosch-Douglas-tweecilinder boxermotor bouwde. Rond 1923 ontstonden honderden van deze kleine fabriekjes, die inbouwmotoren van een ander merk in eigen frames monteerden. In 1925 verdwenen er ruim 150 ineens van de markt, maar SBD stopte de productie al in 1924.